# Carmerau
Carmerau (polnisch Spórok, 1945–2009 Sporok) ist eine Ortschaft in Oberschlesien. Der Ort liegt in der Stadt-und-Land-Gemeinde Colonnowska im Powiat Strzelecki in der Woiwodschaft Oppeln.

## Geographie

### Geographische Lage
Der Ort Carmerau liegt sieben Kilometer südwestlich vom Gemeindesitz Colonnowska, etwa 20 Kilometer nördlich von der Kreisstadt Strzelce Opolskie (Groß Strehlitz) und 30 Kilometer östlich von der Woiwodschaftshauptstadt Opole (Oppeln). Der Ort liegt in der Nizina Śląska (Schlesischen Tiefebene) innerhalb der Równina Opolska (Oppelner Ebene).
Das Dorf liegt am Vogelbach, einem Zufluss des Himmelwitzer Wassers. Carmerau ist von Waldgebieten umgeben.

### Nachbarorte
Nachbarorte von Carmerau sind im Süden Kadłub (Kadlub) und im Norden Klein Stanisch (Staniszcze Małe).

## Geschichte

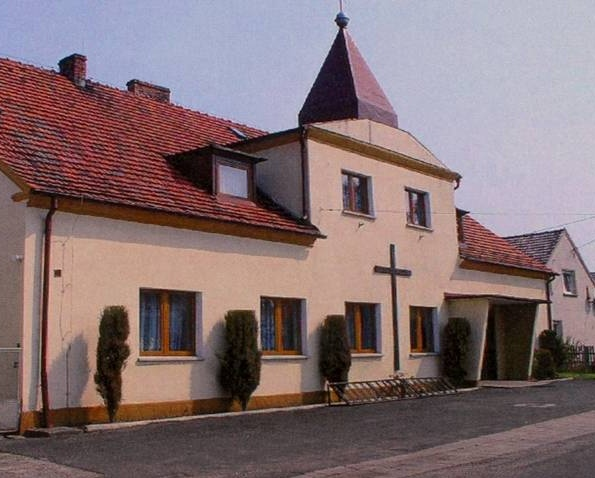
Die Floriankirche

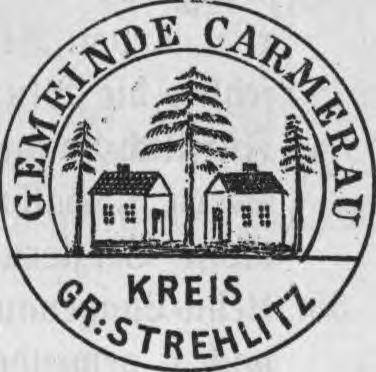
Gemeindesiegel Gräfl. Carmerau (1910)

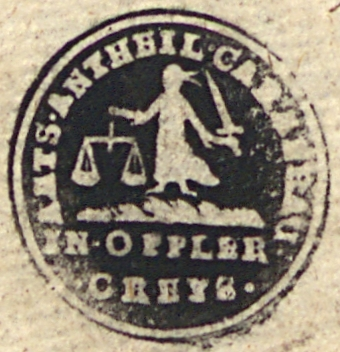
Gemeindesiegel Königl. Carmerau (1793)

Die Colonie Carmerau wurde im Jahr 1773 im Zuge der Friderizianischen Kolonisation mit insgesamt 20 Stellen als Straßendorf gegründet.
Die Erstkolonisten waren deutschsprachig und stammten aus Österreichisch-Schlesien, namentlich aus dem Herzogtum Jägerndorf, nachweisbar genau ab 1773 in den Kirchenbüchern der Pfarrei Sczedrzik.
Von den ersten verließen 17 den Ort bald wieder, somit wurde eine Nachbesetzung mit örtlichen Oberschlesiern notwendig.
Grund für den Abzug waren die desolaten Zustände, die vor Ort herrschten und bei den Kolonisten für Hunger, Elend und Verzweiflung sorgten, so wie in anderen Gründungen jener Zeit.
Bald nach der Gründung machte der Graf von Colonna über das Patrimonialgericht Schloss Groß Strehlitz seinen Gebietsanspruch geltend. Der Grund dafür war, dass bei der Planung des Ortes die Grenzen seiner Herrschaft nicht beachtet wurden.
Infolge kam es 1775 in Breslau zu einem gerichtlichen Vergleich (Rezess), bei dem die Stellen Nr. 1 bis 10 dem Grafen zu Colonna und die Stellen Nr. 11 bis 20 dem Königlichen Domänenamt Oppeln zugesprochen wurden. Nach der Teilung gliederte sich die Ortschaft in die Teile Gräflich Carmerau (nördlicher Teil) und Königlich Carmerau (südlicher Teil). Beide Teile führten unterschiedliche Siegel, wobei im Siegel von Königlich Carmerau eine Justitia mit Waage abgebildet war. Diese Siegel bezogen sich oft auf Aspekte der Geschichte.
Durch die juristische Auseinandersetzung wurde die Erbverschreibung atypisch spät ausgestellt.
Die Namensvergabe der Kolonie erfolgte bereits im Oktober 1774 durch die Königliche Kriegs- und Domänenkammer Breslau. Zuvor war der vorläufige Gründungsname „Kolonie in der Stallung Sporne“, woraus sich der heutige polnische Ortsname ableitet. Die Namensgebung Carmerau erfolgte nach dem verdienten preußischen Minister Johann Heinrich von Carmer, so wie vielfach während der Friderizianischen Kolonisation üblich. Carmer war an der Gründung selbst nicht beteiligt.
Die wesentlichen Angaben sind belegbar durch die Erbverschreibung der Kolonie Königl. Carmerau, die 1776 ausgefertigt wurde.
Die etwas komplizierte Gründungsgeschichte sorgte in Folge für verwirrende Interpretationen und Angaben, die zumeist nicht haltbar sind. Insbesondere, dass Carmerau bereits 1764 gegründet worden wäre, ist nicht korrekt. Noch weitere abweichende Angaben stammen offenbar aus „zweiter Hand“ oder sind nicht gut genug recherchiert. Helmigk und Reischel waren Architekten und konnten die alten Bauakten einsehen, vor sie 1945 verloren gingen, bestätigt durch die Erbverschreibung und alte Kirchenbücher.
In Königlich Carmerau bestand eine katholische Schule. Die Bevölkerung beider Ortsteile war größtenteils katholischer Konfession und nach Sczedrzik eingepfarrt. Die wenigen Protestanten gehörten zum Kirchspiel Malapane.
Die Kreisgrenze zerschnitt Carmerau entlang der Hauptstraße in zwei bis 1939 eigenständige Landgemeinden. Erst zum 1. April 1939 wurde die Gemeinde Karmerau [Königlich] in den Landkreis Groß Strehlitz eingegliedert und mit Karmerau Gräflich zur Gemeinde Karmerau zusammengeschlossen.
Bei der Volksabstimmung in Oberschlesien 1921 stimmten von den 124 Wahlberechtigten in Königlich Karmerau 59 Einwohner für Deutschland und 64 für Polen. Von den 211 Wahlberechtigten in Gräflich Karmerau stimmten 71 Einwohner für Deutschland und 139 für Polen. Königlich Karmerau und Gräflich Karmerau verblieben nach 1922 in der Weimarer Republik.
1945 kam der Ort als Sporok unter polnische Verwaltung. Seit 1950 liegt der Ort in der Woiwodschaft Opole. 1982 wurde in Carmerau eine römisch-katholische Kirche erbaut – eine Filialkirche der Parochie Krasiejów (Krascheow). Mit dem Inkrafttreten der Friedensregelung des Zwei-plus-Vier-Vertrags im Jahr 1991 wurde der Ort auch völkerrechtlich Teil Polens. Dies war allerdings bereits zuvor mit dem Görlitzer Abkommen bzw. dem Warschauer und dem Moskauer Vertrag von den deutschen Einzelstaaten bestätigt worden.
Am 14. November 2008 erhielt der Ort zusätzlich den amtlichen deutschen Namen Carmerau. 2009 wurde der polnische Ortsname in Spórok korrigiert.

### Wappen
Das alte Siegel der Gemeinde Gräflich Carmerau (Kreis Groß Strehlitz) zeigt zwei Häuser und links, rechts und dazwischen je eine Fichte. Das Siegel der Gemeinde Königlich Carmerau (Kreis Oppeln) zeigt eine Justitia.

### Einwohnerentwicklung
Die Einwohnerzahlen beider Carmerau:
| Jahr | Königl. Carmerau | Gräfl. Carmerau |
| ---- | ---------------- | --------------- |
| 1830 | 106              | 148             |
| 1855 | 203              | 394             |
| 1861 | 209              | 419             |
| 1910 | 212              | 366             |
| 1933 | 222              | 388             |
| 1939 | zusammen 615     |                 |
| 2006 | 667              |                 |

## Sehenswürdigkeiten
- Die römisch-katholische Kirche St. Florian (poln. Kościół św.Floriana) wurde zwischen 1982 und 1983 errichtet.
- Steinerne Glockenkapelle
- Wegekapelle aus Backstein mit Marienstatue
- Steinerne Wegekreuze
- Hölzerne Wegekreuze
- Dorfteich

## Verkehr
Carmerau hatte einen Bahnhof an der Bahnstrecke Kędzierzyn-Koźle–Kluczbork.

## Söhne und Töchter des Ortes
- Georg Paczulla (1927–1971), SED-Funktionär und Funktionär der FDJ